# القيادة العامة لشرطة الشارقة
تأسست قوة شرطة الشارقة عام 1967 على يد حاكم الشارقة الإمارات المتصالحة آنذاك خالد بن محمد القاسمي. تأسست في البداية كقوة على مستوى المدينة، ومع تأسيس دولة الإمارات العربية المتحدة في ديسمبر 1971، تولت القوة دورًا اتحاديًا وكانت تابعة لوزارة الداخلية الإماراتية.

## تاريخ
يعود التأسيس الموثق لشرطة الشارقة والتي ظهرت للمرة الأولى باسم قوة الشرطة والأمن العام إلى عام 1967م حيث أصدر حاكم الشارقة في ذلك الوقت الشيخ خالد بن محمد القاسمي مرسوما أميريا بتأسيس القوة. عملت القوة في بداية عهدها كدائرة محلية تتبع مباشرة لحاكم الشارقة وتعمل تحت إشراف رئيس دوائر الشرطة والأمن العام أسند هذا المنصب إلى الشيخ صقر بن محمد القاسمي وقيادة قائد عام شرطة الشارقة وتم إسناده للعميد عبد الله جمعة السري لشغل هذا المنصب وكلف حاكم الشارقة السيد بيرنز من قوة ساحل عمان البريطانية للإشراف على تدريب القوة وإعدادها بمساعدة السيد عبد الله جمعة السري.
تم توحيد الإمارات وقيام دولة الإمارات العربية المتحدة في عام 1971م وأنشئت بموجب ذلك وزارة الداخلية في ظل النظام الفيدرالي الجديد وفي عام 1975م أصدر حاكم إمارة الشارقة الشيخ الدكتور سلطان بن محمد القاسمي عضو المجلس الأعلى للاتحاد مرسوما أميريا بدمج دوائر الشرطة والأمن العام بإمارة الشارقة بأجهزة وزارة الداخلية لتباشر مسؤولياتها في نطاق إمارة الشارقة حيث تعمل تحت إشراف قائد عام الشرطة الذي يباشر مسؤوليات أمام حاكم الشارقة ووزير الداخلية وتتكون القيادة العامة لشرطة الشارقة في الوقت الحاضر من عدد من الإدارات المتخصصة بمختلف مجالات العمل الشرطي والأمن والأجهزة والوحدات الثابتة لها بما في ذلك إدارة شرطة المنطقة الشرقية التي تضم مدينة خورفكان على ساحل الإمارة الشرقي والمناطق التابعة لها والتي يرد الإشارة إليها تباعا في هذا الموقع.
.في عام 1995، وتأسيساً على ما عرضته شرطة الشارقة، اعتمد قرار مجلس الوزراء رقم (3) لعام 1995 شرطة الشارقة بدرجة إدارة عامة تقوم فيها (9) إدارات نوعية، وبناء عليه وفي عام 1996، تمت إعادة تنظيم شرطة الشارقة (التي أصبح اسمها الإدارة العامة لشرطة الشارقة) بموجب القرار الوزاري رقم 498 لسنة 1996م، وبموجبه تم إحداث نقلة نوعية في تنظيم الشرطة وواجباتها وأسلوب عملها، وتم تحديثها لتواكب عصرها، ولكي تستطيع أن تحمل أعباء المرحلة القادمة من المسؤولية الأمنية وإدامة السكينة والاستقرار الذين تنعم بهما الإمارة منذ نشأتها، بما يستثمر المناهج المتطورة في إنجاز الأعمال لمواجهة الأنماط والأساليب المستجدة في الإجرام الذي بدأ يستشري في عالم اليوم.

## إدارة المرور والترخيص
تم تأسيس إدارة ترخيص الآليات والسائقين بشرطة الشارقة عام 1975م لتتولى مهام مراقبة وتنظيم حركة المرور والسير داخل الإمارة وضبط المخالفين لأنظمة المرور، وتسيير دوريات المرور المدنية بمختلف أنواعها والإشراف عليها، والقيام بأعمال التحقيق في حوادث السير وتخطيطها، بالإضافة لإصدار رخص المركبات وتجديدها بعد إجراء الفحص الفني على المركبات، والتأكد من مدى صلاحيتها للسير على الطرق العامة. إلى جانب فحص المتقدمين للحصول على رخص قيادة المركبات وتجديد الرخص المنتهية والقيام بعملية التدريب اللازمة للمتدربين، وقد أدخل إلى مهام الإدارة لاحقاً تدريب السائقين الجدد من خلال معهد متخصص لتعليم السياقة تم إنشاؤه لهذا الغرض بهدف تطوير التدريب النوعي والكيفي للسائقين والارتقاء بمستوياتهم الفنية وتتكون هذه الإدارة من ثلاثة أقسام هي:
- قسم ترخيص المركبات
- قسم المرور
- قسم ترخيص السائقين

ويتبعها معهد الشارقة للسياقة بدرجة قسم